# Création de l'Organisation des Nations unies
Préparée par les Alliés durant la Seconde Guerre mondiale, l’Organisation des Nations unies (ONU) naît de la nécessité de trouver une suite à la Société des Nations (SDN), organisation internationale fondée au lendemain de la Première Guerre mondiale avec des objectifs en grande partie identiques, et ayant échoué dans sa mission fondamentale, celle de prévenir un autre conflit mondial.  

## Préambule à la création de l'ONU
La paix entre les nations est la mission fondatrice des Nations unies.
Avant la création de l’ONU, les relations internationales avaient pour instruments des procédés dits relationnels, traités, missions diplomatiques et congrès. Ces derniers même s’ils étaient de longue durée ne prétendaient en aucun cas à la permanence. C’est après la Première Guerre mondiale que fut créée la première grande organisation à vocation internationale et surtout à buts politiques. Mais cette Société des Nations, rêve du président américain Woodrow Wilson, ne devait être qu'une organisation fantoche incapable de régler le moindre conflit et encore moins de désamorcer les tensions internationales qui allaient mener à la Seconde Guerre mondiale.
Historique des organisations œuvrant ou ayant œuvré à la paix internationale :
- Union interparlementaire, 1889 ;
- Bureau international de la paix, 1891 ;
- Cour d'arbitrage international de La Haye, 1899 ;
- Organisation internationale du travail, 1919 ;
- Société des Nations, 1919 - 1946 ;
- Organisation des Nations unies, 1945.

## Charte de l'Atlantique du 4 au 12 août 1941
Première étape de la constitution de l'ONU.

## Déclaration des Nations unies en 1942
Les principes de la Charte de l’Atlantique sont consacrés dans la Déclaration des Nations unies, signée le 1er janvier 1942, par les représentants des 26 nations alliées qui combattent les puissances de l’Axe (Allemagne, Italie, Japon). C’est dans ce document que le terme « Nations unies », proposé par Roosevelt, est employé pour la première fois de manière officielle.

## Vers la Charte des Nations unies
Lors de la conférence de Téhéran, en 1943, l’Union soviétique, la Grande-Bretagne et les États-Unis s’engagent à créer dans les plus brefs délais une organisation internationale capable de résoudre pacifiquement les conflits. Les travaux de la conférence de Dumbarton Oaks (du 28 septembre au 7 octobre 1944) tout en aboutissant à un projet de charte, achoppent sur le mode de scrutin dévolu au Conseil de sécurité, lequel est appelé à détenir la principale responsabilité en matière de maintien de la paix et de sécurité internationales.
La question relative au mode de scrutin est réglée à la conférence de Yalta en février 1945, qui voit Roosevelt, Churchill et Staline se réunir pour la dernière fois en temps de guerre. Le dirigeant soviétique accepte l’essentiel de la position anglo-américaine, qui limite les prérogatives des grandes puissances aux questions de procédure tout en leur gardant un droit de veto sur les points substantiels — ce pouvoir sera stigmatisé par la suite en étant qualifié de « veto des grandes puissances ».
Les délégués de 50 nations, toutes en guerre contre l’Axe, se réunissent en conférence à San Francisco le 25 avril 1945, pour mettre au point de manière définitive les principes devant régir l’Organisation. En l’espace de deux mois, ils élaborent les statuts de la future organisation internationale sur la base du projet ébauché à Dumbarton Oaks.
La Charte des Nations unies est approuvée le 26 juin 1945 et signée le lendemain. Elle entre en vigueur le 24 octobre 1945, après avoir été ratifiée par la majorité de ses signataires.

## Adhésion aux Nations unies
Selon la Charte, l’adhésion à l’ONU est ouverte à tous les États qui acceptent les obligations de l’Organisation ; mais « l'admission comme Membres des Nations Unies de tout État remplissant ces conditions se fait par décision de l'Assemblée générale  sur recommandation du Conseil de sécurité ». Les 50 nations qui ont pris part à la conférence de San Francisco deviennent membres fondateurs de l’ONU, de même que la Pologne, signataire ultérieure de la Charte.
En 2022, l’ONU compte 193 membres ; l'admission la plus récente est celle du Soudan du Sud, le 14 juillet 2011.
Durant les premières années de son existence, qui voient les anciennes puissances de l’Axe progressivement admises, l’ONU est dominée en nombre par les pays occidentaux, rangés derrière les États-Unis ; seule l’Union soviétique fait contrepoids à l’influence occidentale en recourant systématiquement à son droit de veto au Conseil de sécurité. Mais dès la fin des années 1970, les États-Unis deviennent le principal utilisateur du droit de veto.

## Siège de l'ONU
La décision d'établir le siège permanent de l’ONU à proximité de la ville de New York est prise par l'Assemblée générale à sa première session, tenue le 14 février 1946 à Londres. Comptant parmi les initiatives qui visent à donner un poids diplomatique important à la nouvelle Organisation en s’assurant la pérennité du soutien des grandes puissances, ce choix, proposé par le Congrès américain, marque symboliquement l’engagement des États-Unis, alors qu’ils n’ont jamais adhéré à l’ancienne SDN.
Le siège de l’ONU bénéficie de l’extraterritorialité. Achevé en 1952, à Manhattan, le complexe est formé de quatre bâtiments : le Secrétariat, l’Assemblée générale, les salles de conférences et la bibliothèque Dag Hammarskjöld. 

## Drapeau de l'ONU
Le drapeau de l'ONU a été adopté par l'Assemblée générale le 20 octobre 1947.

Le drapeau de l'ONU.

Le drapeau utilise le bleu comme fond et le blanc comme couleur du motif, ces deux couleurs sont les couleurs officielles des Nations unies. Le motif central, entouré de rameaux d’olivier symbolisant la paix, représente une carte du monde formée par une projection équidistante azimutale centrée sur le pôle nord. Le continent antarctique n'est pas représenté.
Un premier drapeau avait été présenté à la conférence de l'ONU tenue en juin 1945 à San Francisco ; il différait du modèle actuel par la position des continents présentés avec une rotation de 90° plus à l'est. Il fut présenté et distribué à la presse et adopté officiellement par l'assemblée de l'ONU le 7 décembre 1946. Mais en octobre 1947, une nouvelle version le remplaça avec l'orientation des continents actuelle.